# Jusuf Nurkić
Jusuf Nurkić, född 23 augusti 1994 i Živinice i Bosnien och Hercegovina, är en bosnisk basketspelare (center), som spelar för Utah Jazz i NBA. Han har tidigare spelat bland annat för Denver Nuggets, Portland Trail Blazers, Phoenix Suns och Charlotte Hornets.

## Professionell karriär

### Europa
Jusuf Nurkić startade sin basketkarriär när han var 14 år och i oktober 2012, som 18-åring, blev Nurkić klar för det kroatiska storlaget Cedevita Zagreb. Under sina två år i klubben gjorde han succé och i ryktades bli draftad i NBA-draften år 2014.

### NBA
Den 26 juni 2014 draftades Nurkić som sextonde man till Chicago Bulls. Han trejdades dock vidare till Denver Nuggets senare under kvällen. Han gjorde sin debut för Nuggets 29 oktober 2014 i en 10-poängsvinst över Detroit Pistons. Nurkić stod för fem poäng och fem returer. Den 12 februari 2017 trejdades Nurkić till Portland Trail Blazers i utbyte mot Mason Plumlee.

## Landslagskarriär
Jusuf Nurkić spelar för Bosnien och Hercegovinas landslag.